# Општина Ширна (Прахова)
Ширна (рум. Şirna) општина је у Румунији у округу Прахова.
Oпштина се налази на надморској висини од 132 m.